# Эбнер, Клаус
Клаус Эбнер (нем. Klaus Ebner, род. 8 августа 1964 в Вене) — современный австрийский поэт, переводчик, эссеист. В 1990-х гг. автор начинал с публикаций своей первой прозы и поэзии в литературных газетах, писал книги о компьютерных программах, первый сборник рассказов вышел в 2007 году. Эбнер пишет на немецком и каталанском языках.

## Биография
Во время изучения романистики, германистики, перевода и европейской экономики в 1980-х гг., Клаус Эбнер работал в литературном кружке и Венской газете. Работал переводчиком, преподавателем иностранных языков и сотрудником в проектах обучения. В 1990-х гг. автор статей и книг о программах и информационных сетях.
Со школьных лет он писал короткую прозу, поэзию и радиопьесы. Публиковался большей частью в культурных и литературных газетах. С 2004 г. писателя стали чаще публиковать. Клаус Эбнер автор прозы (рассказов, романов, новелл), эссе и стихотворений. Он пишет стихи по-немецки и по-каталански. С литературной стипендии австрийского правительства, он написал путевое эссе об Андорре.
В своих тексах Эбнер размышляет об обществах и культурах других осуждениях, языках и верах. терпимость и принятие значительные, особенно во второй книге прозы Auf der Kippe.
В 2008 году Эбнер получил премию в области литературы Wiener Werkstattpreis 2007 за рассказ Der Flügel Last, который рассказывает о семилетной девочке с раковым заболеванием. Стиль соответствовает мировоззрению ребёнка. Есей Was blieb vom weißen Ritter? говорит о средневековом романе Тирант Белый валенсийского автора Жуанот Мартурель. Эбнер смешал свой чтение с историческими и филологическими информацями.
Клаус Эбнер живёт и работает в Вене. Он член двух австрийских союзов писателей: Grazer Autorinnen Autorenversammlung и Österreichischer Schriftstellerverband.

## Премии
- 2008 Arbeitsstipendium правительства Австрии
- 2007 Wiener Werkstattpreis 2007, главный приз (Вена)
- 2007 Menzione Международной Премие Поэзии Носсиде (Реджо-ди-Калабрия/Италия)
- 2007 Reisestipendium правительства Австрии
- 2005 Премия Фельдкирха (четвёртый))
- 2004 La Catalana de Lletres 2004, антология (Барселона)
- 1988 Erster Österreichischer Jugendpreis для романа Nils
- 1984 Премия радиопьесе журнала Тексты нем. TEXTE (третий)

## Произведения (книги), изданные на немецком и каталонском языке
- Vermells/Покраснении; (поэзия) — SetzeVents Editorial, Urús 2009, ISBN 978-8492555109
- Hominide/Гоминид; (рассказ) — FZA Verlag, Вена 2008, ISBN 978-3950229974
- Auf der Kippe (проза) — Arovell Verlag, Gosau 2008, ISBN 978-3902547675
- Lose/Участи (рассказы) — Edition Nove, Neckenmarkt 2007, ISBN 978-3852511979

## В антологиях
- Träume («сны»); проза, в: Junge Literatur aus Österreich 85/86, Österreichischer Bundesverlag, Вена 1986, ISBN 3-215-06096-5
- Island («Исландия»); поэма, в: Vom Wort zum Buch, Edition Doppelpunkt, Вена 1997, ISBN 3-85273-056-2
- El perquè de tot plegat; поэма по-каталански, в: La Catalana de Lletres 2004, Cossetània Edicions, Барселона 2005, ISBN 84-9791-098-2
- Das Begräbnis («Похороны»); рассказ, в: Kaleidoskop, Edition Atelier, Вена 2005, ISBN 3-902498-01-3
- Die Stadt und das Meer («Град и море»); эссе, в: Reisenotizen, FAZ Verlag, Вена 2007, ISBN 978-3950229943